# Agrypon maderae
Agrypon maderae är en stekelart som beskrevs av Dasch 1984. Agrypon maderae ingår i släktet Agrypon och familjen brokparasitsteklar. Inga underarter finns listade i Catalogue of Life.